# 韦斯特林山县
韦斯特林山县（德語：Westerwaldkreis）是德国莱茵兰-普法尔茨州北部的一个县，首府蒙塔鲍尔。

## 地理
韦斯特林山县北面与阿尔滕基兴县，东北面与北莱茵-威斯特法伦州的锡根-维特根施泰因县，东面与黑森州的兰-迪尔县和林堡-魏尔堡县，南面与莱茵-兰县，西南面与迈恩-科布伦茨县和科布伦茨市，西面与新维德县相邻。